# Gare de Belleville-sur-Saône
Gare de Belleville-sur-Saône vasútállomás Franciaországban, Belleville településen.

## Vasútvonalak
Az állomást az alábbi vasútvonalak érintik:
- Párizs–Marseille-vasútvonal
- Ligne de Belleville à Beaujeu
- Belleville–Beaujeu-vasútvonal

## Kapcsolódó állomások
A vasútállomáshoz az alábbi állomások vannak a legközelebb:
- Gare de Romanèche-Thorins
- Gare de Saint-Georges-de-Reneins